# IC 3395
IC 3395 ist eine linsenförmige Galaxie vom Hubble-Typ S0-a? im Sternbild Coma Berenices am Nordsternhimmel. Sie ist schätzungsweise 853 Millionen Lichtjahre von der Milchstraße entfernt und hat einen Durchmesser von etwa 210.000 Lichtjahren.

Im selben Himmelsareal befinden sich u. a. die Galaxien IC 3377, IC 3396, PGC 139898, PGC 3098283.
Das Objekt wurde am 23. März 1903 vom deutschen Astronomen Max Wolf entdeckt.